# Goud (Suzan & Freek)
Goud is een single van Suzan & Freek. Het nummer werd voor het eerst ten gehore gebracht bij het Concert van hoop van de Evangelische omroep.
Het nummer behaalde diverse hitlijsten en kwam in enkel top 10-lijsten terecht. In de Nederlandse Top 40 behaalde het nummer de tweede positie. In de Single Top 100 behaalde het nummer de vierde plek. Ook in België haalde het nummer de hitlijsten; hij kwam daar tot de zeventiende plek.
In januari 2022 won het nummer een Top 40 Award in de categorie Beste Alarmschijf.

## Videoclip
In de bijbehorende videoclip zijn Suzan & Freek te zien tijdens een vakantie. De videoclip is geregisseerd door Roel Welling. 

## Hitnoteringen

### Nederlandse Top 40
| Hitnotering: 13-03-2021 t/m 24-07-2021 | Hitnotering: 13-03-2021 t/m 24-07-2021 | Hitnotering: 13-03-2021 t/m 24-07-2021 | Hitnotering: 13-03-2021 t/m 24-07-2021 | Hitnotering: 13-03-2021 t/m 24-07-2021 | Hitnotering: 13-03-2021 t/m 24-07-2021 | Hitnotering: 13-03-2021 t/m 24-07-2021 | Hitnotering: 13-03-2021 t/m 24-07-2021 | Hitnotering: 13-03-2021 t/m 24-07-2021 | Hitnotering: 13-03-2021 t/m 24-07-2021 | Hitnotering: 13-03-2021 t/m 24-07-2021 | Hitnotering: 13-03-2021 t/m 24-07-2021 | Hitnotering: 13-03-2021 t/m 24-07-2021 | Hitnotering: 13-03-2021 t/m 24-07-2021 | Hitnotering: 13-03-2021 t/m 24-07-2021 | Hitnotering: 13-03-2021 t/m 24-07-2021 | Hitnotering: 13-03-2021 t/m 24-07-2021 | Hitnotering: 13-03-2021 t/m 24-07-2021 | Hitnotering: 13-03-2021 t/m 24-07-2021 | Hitnotering: 13-03-2021 t/m 24-07-2021 | Hitnotering: 13-03-2021 t/m 24-07-2021 | Hitnotering: 13-03-2021 t/m 24-07-2021 |
| Week:                                  | 1                                      | 2                                      | 3                                      | 4                                      | 5                                      | 6                                      | 7                                      | 8                                      | 9                                      | 10                                     | 11                                     | 12                                     | 13                                     | 14                                     | 15                                     | 16                                     | 17                                     | 18                                     | 19                                     | 20                                     |                                        |
| -------------------------------------- | -------------------------------------- | -------------------------------------- | -------------------------------------- | -------------------------------------- | -------------------------------------- | -------------------------------------- | -------------------------------------- | -------------------------------------- | -------------------------------------- | -------------------------------------- | -------------------------------------- | -------------------------------------- | -------------------------------------- | -------------------------------------- | -------------------------------------- | -------------------------------------- | -------------------------------------- | -------------------------------------- | -------------------------------------- | -------------------------------------- | -------------------------------------- |
| Positie:                               | 19                                     | 7                                      | 5                                      | 2                                      | 2                                      | 2                                      | 3                                      | 3                                      | 3                                      | 2                                      | 2                                      | 2                                      | 6                                      | 8                                      | 12                                     | 16                                     | 23                                     | 28                                     | 38                                     | 39                                     | uit                                    |

### NederlandseSingle Top 100
| Hitnotering: 13-03-2021 t/m 11-12-2021 | Hitnotering: 13-03-2021 t/m 11-12-2021 | Hitnotering: 13-03-2021 t/m 11-12-2021 | Hitnotering: 13-03-2021 t/m 11-12-2021 | Hitnotering: 13-03-2021 t/m 11-12-2021 | Hitnotering: 13-03-2021 t/m 11-12-2021 | Hitnotering: 13-03-2021 t/m 11-12-2021 | Hitnotering: 13-03-2021 t/m 11-12-2021 | Hitnotering: 13-03-2021 t/m 11-12-2021 | Hitnotering: 13-03-2021 t/m 11-12-2021 | Hitnotering: 13-03-2021 t/m 11-12-2021 | Hitnotering: 13-03-2021 t/m 11-12-2021 | Hitnotering: 13-03-2021 t/m 11-12-2021 | Hitnotering: 13-03-2021 t/m 11-12-2021 | Hitnotering: 13-03-2021 t/m 11-12-2021 | Hitnotering: 13-03-2021 t/m 11-12-2021 | Hitnotering: 13-03-2021 t/m 11-12-2021 | Hitnotering: 13-03-2021 t/m 11-12-2021 | Hitnotering: 13-03-2021 t/m 11-12-2021 | Hitnotering: 13-03-2021 t/m 11-12-2021 | Hitnotering: 13-03-2021 t/m 11-12-2021 |
| Week:                                  | 1                                      | 2                                      | 3                                      | 4                                      | 5                                      | 6                                      | 7                                      | 8                                      | 9                                      | 10                                     | 11                                     | 12                                     | 13                                     | 14                                     | 15                                     | 16                                     | 17                                     | 18                                     | 19                                     | 20                                     |
| -------------------------------------- | -------------------------------------- | -------------------------------------- | -------------------------------------- | -------------------------------------- | -------------------------------------- | -------------------------------------- | -------------------------------------- | -------------------------------------- | -------------------------------------- | -------------------------------------- | -------------------------------------- | -------------------------------------- | -------------------------------------- | -------------------------------------- | -------------------------------------- | -------------------------------------- | -------------------------------------- | -------------------------------------- | -------------------------------------- | -------------------------------------- |
| Positie:                               | 4                                      | 5                                      | 7                                      | 6                                      | 7                                      | 6                                      | 6                                      | 5                                      | 6                                      | 6                                      | 7                                      | 9                                      | 10                                     | 10                                     | 12                                     | 12                                     | 17                                     | 16                                     | 18                                     | 21                                     |
| Week:                                  | 21                                     | 22                                     | 23                                     | 24                                     | 25                                     | 26                                     | 27                                     | 28                                     | 29                                     | 30                                     | 31                                     | 32                                     | 33                                     | 34                                     | 35                                     | 36                                     | 37                                     | 38                                     | 39                                     | 40                                     |
| Positie:                               | 19                                     | 32                                     | 39                                     | 44                                     | 49                                     | 50                                     | 62                                     | 67                                     | 64                                     | 64                                     | 78                                     | 72                                     | 68                                     | 69                                     | 51                                     | 59                                     | 73                                     | 78                                     | 85                                     | 83                                     |

### Vlaamse Ultratop 50
| Hitnotering: 20-03-2021 t/m 19-06-2021 | Hitnotering: 20-03-2021 t/m 19-06-2021 | Hitnotering: 20-03-2021 t/m 19-06-2021 | Hitnotering: 20-03-2021 t/m 19-06-2021 | Hitnotering: 20-03-2021 t/m 19-06-2021 | Hitnotering: 20-03-2021 t/m 19-06-2021 | Hitnotering: 20-03-2021 t/m 19-06-2021 | Hitnotering: 20-03-2021 t/m 19-06-2021 | Hitnotering: 20-03-2021 t/m 19-06-2021 | Hitnotering: 20-03-2021 t/m 19-06-2021 | Hitnotering: 20-03-2021 t/m 19-06-2021 | Hitnotering: 20-03-2021 t/m 19-06-2021 | Hitnotering: 20-03-2021 t/m 19-06-2021 | Hitnotering: 20-03-2021 t/m 19-06-2021 | Hitnotering: 20-03-2021 t/m 19-06-2021 | Hitnotering: 20-03-2021 t/m 19-06-2021 |
| Week:                                  | 1                                      | 2                                      | 3                                      | 4                                      | 5                                      | 6                                      | 7                                      | 8                                      | 9                                      | 10                                     | 11                                     | 12                                     | 13                                     | 14                                     |                                        |
| -------------------------------------- | -------------------------------------- | -------------------------------------- | -------------------------------------- | -------------------------------------- | -------------------------------------- | -------------------------------------- | -------------------------------------- | -------------------------------------- | -------------------------------------- | -------------------------------------- | -------------------------------------- | -------------------------------------- | -------------------------------------- | -------------------------------------- | -------------------------------------- |
| Positie                                | 41                                     | 35                                     | 38                                     | 30                                     | 26                                     | 25                                     | 17                                     | 32                                     | 33                                     | 29                                     | 42                                     | 30                                     | 46                                     | 45                                     | uit                                    |

### NPO Radio 2 Top 2000
| Nummer met noteringen in de NPO Radio 2 Top 2000 | '21  | '22 | '23 | '24 |
| ------------------------------------------------ | ---- | --- | --- | --- |
| Goud                                             | 1752 | 449 | 439 | 734 |

1. ↑  Een vetgedrukt getal geeft de hoogste notering aan.
2. ↑  2021 was het eerste jaar met een notering voor dit nummer.